# NGC 6851
NGC 6851 é uma galáxia elíptica (E) localizada na direcção da constelação de Telescopium. Possui uma declinação de -48° 17' 04" e uma ascensão recta de 20 horas, 03 minutos e 34,3 segundos.
A galáxia NGC 6851 foi descoberta em 5 de Setembro de 1836 por John Herschel.